# Oberdan Chiesa
Oberdan Chiesa (Livorno, 11 settembre 1911 – Rosignano Marittimo, 29 gennaio 1944) è stato un antifascista italiano.

## Biografia
Nacque a Livorno nel 1911, da famiglia umile con forti valori patriottici e liberali. 
Finite le elementari, prima di prestare servizio militare (nella marina), fu manovale edile. Le esperienze di lavoro e di sfruttamento, secondo le sue dichiarazioni, lo spinsero a combattere per raggiungere l'equità.

### L'iscrizione al Partito Comunista
A vent'anni Oberdan Chiesa aderì al Partito Comunista d'Italia, fondato a Livorno il 21 gennaio 1921 e divenuto poi clandestino in seguito allo scioglimento di tutti i partiti italiani, con l'eccezione di quello fascista. In questo periodo il giovane Oberdan venne schedato dall'OVRA come pericoloso antifascista insieme con alcuni compagni.
L'intervento dell'OVRA portò Oberdan a espatriare in Algeria da clandestino, nel settembre del 1933. Insieme con altri antifascisti italiani arrivò poi in Francia a metà del 1935, si fermò a Marsiglia fino agli ultimi giorni dello stesso anno e ad Ajaccio fino all'agosto del 1936, con una breve permanenza a Grenoble.

### La lotta in Spagna

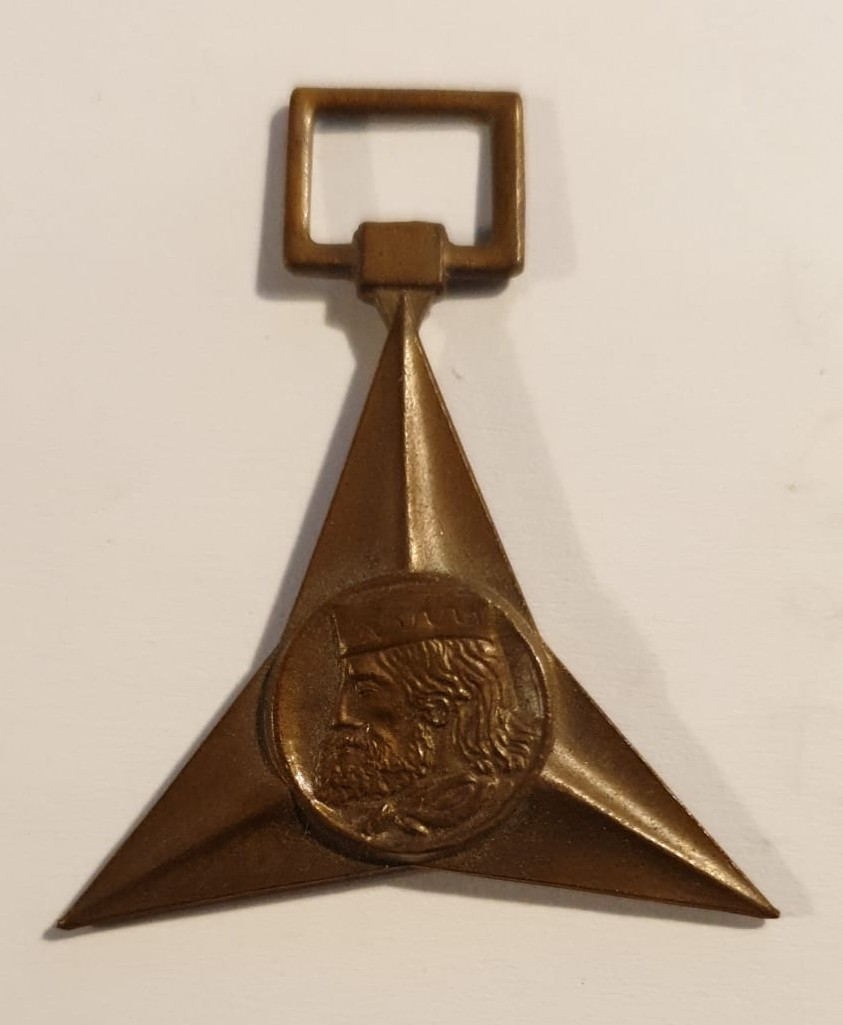
medaglia conferita ai combattenti della XII Brigata Garibaldi (guerra di Spagna 1936-1939)

Dalla Francia, Oberdan si trasferì in Spagna per combattere dalla parte repubblicana nella guerra civile spagnola, arruolandosi nella centuria Gastone Sozzi come mitragliere. Quando, a due anni dall'inizio della guerra civile, la possibilità di successo della repubblica era ormai svanita, il governo arrivò alla decisione di far ritirare i combattenti non spagnoli a partire dal 15 ottobre 1938. Nel 1939, dopo la sconfitta dei repubblicani, Oberdan fu trasferito nei campi di prigionia francesi dove rimase due anni fino al settembre 1941. Dal Campo d'internamento di Le Vernet, sui Pirenei, fu rimpatriato in seguito a un accordo politico tra il governo francese e quello italiano.

### Il rientro in Italia e la caduta del regime fascista
Rientrato in Italia, Oberdan Chiesa venne arrestato al confine e il 17 ottobre 1941 giunse a Livorno dove rilasciò la deposizione alla Questura, raccontando il suo espatrio e la sua permanenza in Algeria:
«Dopo il mio congedo dalle armi, avvenuto nel settembre 1933, non riuscendomi di trovare lavoro, pensai di espatriare clandestinamente all'estero in cerca di lavoro. Fu così che il 18 settembre (…) passando per un marittimo, chiesi ad alcuni marinai di un piroscafo spagnolo, ivi ancorato, ed in partenza per l'Algeria, se volevano farmi salire a bordo e nascondermi fino al luogo di destinazione. Avutane risposta affermativa, nel pomeriggio dello stesso giorno, salii sul piroscafo, nascondendomi sotto il locale delle caldaie.
Partito il piroscafo verso le ore 17, giunse il giorno successivo a Bona (Algeria), ove potei sbarcare indisturbato. Dopo una decina di giorni, durante i quali vissi alla meglio consumando quei pochi soldi che avevo e dormendo in una barca, trovai lavoro da manovale edile presso tale Faraoni, un francese oriundo italiano, rimanendo alle sue dipendenze fino ai primi del 1935, allorquando cioè fui fermato dalla polizia e trattenuto in carcere per tre giorni, perché sprovvisto di documenti. Dopo circa tre mesi, ebbi una chiamata per presentarmi in tribunale. Io però non ci andai e seppi poi che ero stato espulso dall'Algeria. Rimasi ancora a Bona per qualche altro tempo, lavorando or qua or là con imprese addette a costruzioni edili, fino a quando, nel giugno 1935, partii per la Francia, sbarcando a Marsiglia».
Al processo svolto al Tribunale Speciale, egli non si oppose mai alle accuse, anzi riconfermò la sua posizione e la coerenza del suo operato. Fu condannato a cinque anni di reclusione.
Con la disgregazione del regime fascista nel luglio 1943 i prigionieri furono liberati e Oberdan poté tornare a Livorno il 21 agosto, comunque sotto stretta vigilanza da parte della prefettura. In molte zone del Paese sorsero le prime unità partigiane, tra le quali quelle di Livorno. L'arrivo di Chiesa dal confine dette alla lotta clandestina un aiuto importante per l'organizzazione delle squadre, che agirono maggiormente nelle zone periferiche di Ardenza, Antignano, Colline, Salviano e Montenero. Le prime azioni dei G.A.P. si ebbero alla fine di settembre. Col crescere delle attività partigiane riprese anche la caccia agli antifascisti, specie verso quelli che erano stati già arrestati e detenuti. In applicazione delle disposizioni del governo della Repubblica Sociale Italiana, il prefetto di Livorno impartì ordini alla polizia, ai carabinieri e alla guardia nazionale repubblicana, perché fossero fermati gli antifascisti conosciuti. Oberdan venne riconosciuto presso l'Ardenza e venne nuovamente arrestato il 22 dicembre 1943.
Insieme ad altri due suoi compagni, schedati anche loro (il primo aveva preso parte alla guerra civile in Spagna, il secondo era conosciuto come anarchico), fu trasferito da Livorno al carcere di Don Bosco a Pisa.

### La condanna e l'esecuzione
La sera del 27 gennaio 1944, un gruppo di partigiani livornesi appartenenti all'VIII Brigata Garibaldi, compì un attentato a Rosignano; il maresciallo Cesare Nannipieri (accusato di essere un collaborazionista) e l'appuntato che lo accompagnava nella ronda della notte per il controllo del rispetto del coprifuoco furono gravemente feriti e dopo alcuni giorni di agonia l'appuntato morì.
Secondo quel che risultò dal processo, il 28 gennaio 1944 si stava preparando alla prefettura di Livorno un'azione esemplare di rappresaglia, con l'uccisione, che sarebbe avvenuta a Rosignano, di un antifascista della zona di Caletta e dei tre antifascisti che erano rinchiusi nelle carceri di Pisa.
Successivamente si decretò la morte dei soli tre antifascisti di Pisa; nelle ore seguenti però la ritorsione fu limitata a una sola persona, e come vittima fu scelto Oberdan Chiesa. Quest'ultimo venne prelevato dalle carceri di Pisa la sera stessa del 28 gennaio, da un maresciallo e da un agente di P.S. accompagnati da un sottufficiale della G.N.R., che lo trasportarono alla caserma dell'Ardenza.
Poche ore dopo, alle cinque e mezzo del mattino del 29 gennaio 1944, partì dalla caserma un camion, dove avevano trovato posto anche sei camicie nere con una cassa mortuaria, seguito da due o tre automobili con a bordo gli ufficiali della G.N.R.
I tre mezzi arrivarono a Rosignano percorrendo l'Aurelia e si fermarono in un luogo isolato, a pochi metri dal mare e dalle strutture del Circolo Canottieri, lo stabilimento balneare dei dipendenti Solvay.
Alle sei e mezzo del mattino fu formato il plotone di esecuzione, composto da carabinieri e repubblichini. Al sacerdote che gli si avvicinò per dargli l'ultima benedizione, Oberdan rispose: "rispetto la sua fede e quella di tutti, ma desidero che siano rispettate le mie idee e la mia fede".
Oberdan Chiesa venne fatto sedere venti metri più avanti, con la faccia rivolta dapprima verso il plotone; dopo aver ricordato alle sei camicie nere e ai sei carabinieri che avrebbero dovuto tutti sparare, il tenente che comandava l'esecuzione ordinò di caricare le armi. Un carabiniere però raggiunse il condannato e lo fece mettere a cavalcioni sulla sedia, cioè con le spalle rivolte al plotone, che subito dopo sparò. Tra le dichiarazioni emerse al processo, c'è quella del dottore incaricato della G.N.R. di constatare il decesso: 
"Io secondo gli ordini dovetti presenziare l'esecuzione e constatarne gli effetti secondo il regolamento militare. Perciò dopo la scarica mi recai presso il Chiesa Oberdan ferito, ma non morto, mi accertai di ciò mediante ascultazione e toccando il polso del ferito. Comunicai poi al comandante del reparto che il Chiesa non era morto e quegli, allora con la sua pistola, gli sparò uno o, se ben ricordo, due colpi nell'orecchio sinistro dopodiché constatai la morte, firmai il referto consegnandolo al comandante" 
(Processo Facdouelle, deposizione del dott. Gino Becherucci).
Aveva 33 anni.
Accertata la morte in pochi minuti il plotone si sciolse e il camion, dopo che vi fu sistemata la bara, si diresse al cimitero di Rosignano. Il tenente della G.N.R. raggiunse il municipio per ottenere l'atto di morte e dopo che la bara fu sistemata nella cappella mortuaria, il camion riprese la strada per Livorno.
L'uccisione di Oberdan Chiesa suscitò una reazione opposta a quella cercata. Infatti determinò la formazione di gruppi di partigiani, tra cui il più importante fu quello di Castellina Marittima e Riparbella. Il 19 luglio del 1944, la 3ª Brigata Garibaldi 10º distaccamento “Oberdan Chiesa” entrò e liberò dai nazifascisti la città di Livorno.

## Monumento commemorativo
Sulla spiaggia di Rosignano, un monumento ricorda il sacrificio di Oberdan:
“Qui il 29 gennaio 1944 fu trucidato dai fascisti repubblichini Oberdan Chiesa combattente eroico in Spagna e in Italia per la causa del proletariato. Il popolo di Rosignano nel 1º anniversario del suo sacrificio" (targa commemorativa posta sul monumento).